# Vickers Type 432
Die Vickers Type 432 war ein nur als Prototyp gebauter Höhenabfangjäger der 1940er Jahre und das letzte Jagdflugzeug des Herstellers Vickers-Armstrongs Ltd., mit der auch konstruktives Neuland betreten wurde. Die vorgesehene Druckkabine wurde nicht mehr eingebaut.

## Geschichte
Bereits vor dem Zweiten Weltkrieg beschäftigte sich die britische Luftfahrtindustrie mit der Verwendung von Druckkabinen im Flugzeugbau. Das Directorate of Civil Research and Production gab 1938 die zwei Spezifikationen 14/38 für einen Langstreckentransporter und 15/38 für ein Kurz- bis Mittelstreckenflugzeug für europäische Routen heraus. Bis zum Kriegsausbruch kam es jedoch lediglich zum Bau eines Versuchsflugzeugs, der General Aircraft GAL 41, die am 11. Mai 1939 zum ersten Mal flog.
1939 wurde die Spezifikation F.22/39 für einen zweimotorigen Höhenjäger herausgegeben, woraufhin die Vicker-Armstrongs Ltd. aus Weybridge in Surrey ihr Projekt Type 414 vorschlug. Die Bewaffnung sollte aus einer 40-mm-Vickers-Kanone in einem Drehturm bestehen. Das Projekt wurde schnell beendet und überarbeitet, um als Entwurfsvorschlag Type 420 für die neue Spezifikation F.16/40, ebenfalls ein Höhenjäger mit Kanonenbewaffnung, eingereicht zu werden. Beide Bedarfsspezifikationen wurden vor dem Hintergrund einer möglichen Bedrohung durch hochfliegende deutsche Bomber, die durch existierende RAF-Jagdflugzeuge nicht erreicht werden konnten, erarbeitet.
Die letztgültigen Anforderungen an einen Höhenjäger wurden mit der Spezifikation F.7/41 schließlich am 26. April 1941 an Westland Aircraft in Yeovil und an Vickers gerichtet. Westland entwarf das Muster P.14, das zur Welkin führte, während Vickers als Type 432 eine überarbeitete Version des Type 420 anbot. Konstruiert von Rex Pierson, war die 432 die letzte Jägerkonstruktion von Vickers und die erste wirkliche Konstruktion mit einer lastaufnehmenden Außenhaut (stressed-skin). Zwei Prototypen (RAF-Seriennummern DZ217 und DZ223) wurden beauftragt.
Begleitend zu den Konstruktionsarbeiten wurden mit Modellen im Maßstab 1:13 und 1:6,5 Untersuchungen im Windkanal angestellt, die einen Strömungsabriss im rumpfnahen Bereich bei hohen Anstellwinkeln aufzeigten. Diese Probleme konnten jedoch durch neue Einläufe für die Tragflächenkühler und ein Vorziehen der Tragflächenvorderkante zwischen Rumpf und Triebwerken behoben werden.
Im Dezember 1942 wurde die fertiggestellte 432 zerlegt, um für die ersten Rollversuche nach Farnborough gebracht zu werden. Der dort festgestellte schlechte Geradeauslauf konnte durch die Verlegung des Fahrwerks um 7,5 cm nach hinten deutlich verbessert werden. Am 24. Dezember 1942 erfolgte der Erstflug der DZ217 mehr unabsichtlich, als bei schnellen Rollversuchen die Maschine vom Boden abhob. Die Flugversuche führten zu einem Austausch der Irving-Querruder gegen solche vom Westland-Typ. Als schlecht wurden die Trudeleigenschaften beurteilt, so dass mit einem 1:32-Modell im Vertikal-Windkanal in Farnborough zusätzliche Versuche mit unterschiedlich geformten Leitwerksflossen und -ruderflächen angestellt wurden, die aber zu keinem befriedigenden Ergebnis führten.
Ebenso konnten die Triebwerksprobleme, die zum regelmäßigen Ausfall beider Merlins bei Flügen mit Höchstgeschwindigkeit in einer Höhe von 8000 m führten, nie gelöst werden. Der Bau des zweiten Prototyps wurde am 1. Mai 1943 abgebrochen, da die Bedrohung durch hochfliegende Bomber und Aufklärer nicht mehr als wesentlich angesehen wurde. Das Programm wurde Ende 1943 nach insgesamt 28 Flügen des Types 432 offiziell beendet. Die Maschine wurde jedoch noch bis zum Dezember 1944 in flugfähigem Zustand gehalten und im Zusammenhang mit der Erprobung der Steuerungseinrichtungen des geplanten Windsor-Bombers (B.3/42) eingesetzt. Nach drei Flügen erfolgte jedoch die endgültige Verschrottung.

## Konstruktion
Eine Besonderheit bei der Konstruktion der Tragfläche war der Aufbau des Torsionskastens, der einschließlich der Profilvorderkante im Querschnitt ähnlich einer Hummerzange geformt war.
Eine dicke Blechhaut formte ein aufgedicktes Profil, das die sonst üblichen Holme ersetzen sollte. Um das zu erreichen, mussten im Tragflächeninnern noch zusätzlich Spanndrähte eingesetzt werden.
Der hintere Teil des Profils, der sich an den Torsionskasten anschloss, war mit Stoff bespannt. Die Querruder waren über bogenförmige Schlitze in der Vorderkante angelenkt, in die Nocken in der Querruderverkleidung eingriffen (Nockenscheiben vorgesehen). Eine Längsbewegung der Nocken führte dann dazu, dass sich die Querruder um ihre Gelenke drehen konnten. Ein Stoffstreifen verdeckte den Bereich zwischen Querruder und den Tragflächenausschnitten und verhinderte eine Störung der Strömung. Die Leitwerksflächen waren Ganzmetallkonstruktionen.
Der Antrieb erfolgte durch zwei Rolls-Royce Merlin 61, die mit Zweistufen-Zweigang-Ladern ausgerüstet waren. Die Motorverkleidung bestand aus einer langen Gondel, die auch noch weit über die Hinterkante der Tragfläche hinaus reichte. Verwendet wurden Vierblatt-Rotol-constant-speed-Propeller.
Der zweiteilige Rumpf war eine aerodynamisch durchgebildete Ganzmetall-Monocoque-Röhre mit senkvernieteter Beplankung auf den in dichter Folge stehenden Spanten. Die Druckkabine befand sich im vorderen Teil, wobei die kuppelförmige Cockpithaube ähnlich der bei den ebenfalls druckbelüfteten Bombenflugzeugen Wellington V und VI aus zwei Schichten aufgebaut war. Zwischen den Schichten fand eine Beschlagentlüftung statt. Der Baumwoll-Helm der Piloten besaß eine eingearbeitete Metallfolie zur Minderung der Auswirkungen der Sonneneinstrahlung in großen Höhen. Die Verkleidung der sechs Kanonen, die jeweils einen Munitionsvorrat von 120 Schuss besaßen, war unter dem Rumpf in Höhe der Tragflügelhinterkante angebracht. Die Bewaffnung war wahrscheinlich jedoch, ebenso wie die Druckzelle, nie eingebaut.

## Technische Daten
| Kenngröße             | Daten |
| --------------------- | --- |
| Besatzung             | 1 |
| Länge                 | 12,00 m (39 ft 3 in) |
| Spannweite            | 17,34 m (56 ft 10.5 in) |
| Höhe                  | 4,19 m (13 ft 9 in, tail up)                                                                                                |
| Flügelfläche          | 41,80 m² (450 ft²) |
| Flügelstreckung       | 7,2 |
| Leermasse             | 7427 kg (16,373 lb) |
| Startmasse            | 8953 kg (19.721 lb) |
| Antrieb               | zwei Reihenmotoren Rolls-Royce Merlin 61 mit je 1.520 PS (1.118 kW) bei einer Drehzahl von 3000 min−1 und in 13.000 ft Höhe |
| Höchstgeschwindigkeit | 696 km/h (435 mph) in 8.540 m (28.000 ft) Höhe 512 km/h (320 mph) auf Meereshöhe                                            |
| Steiggeschwindigkeit  | 13,98 m/s (2750 ft/min) in Bodennähe                                                                                        |
| Dienstgipfelhöhe      | 13.270 m (43.500 ft) |
| Reichweite            | 2.400 km (1500 ml) |
| Bewaffnung            | sechs Kanonen 20 mm (Hispano)                                                                                               |